# AMY2B
AMY2B (do inglês: Alpha-amylase 2B) é uma enzima que nos humanos é codificada pelo gene AMY2B.
As amilases são proteínas secretadas que hidrolizam as ligações α-1,4-glicosídicas em oligosacáridos e em polisacáridos, e como tal, catalizam os primeiros passos da digestão de amido e glicogénio. O genoma humano possui em cluster de vários genes de amilase que são expressos em altos níveis na glândula salivar ou pâncreas. Este gene codifica uma isoenzima da amilase produzida pelo pâncrieas.